# Лисетт, Трейс
Трейс Лисе́тт (англ. Trace Lysette; род. 2 октября 1987, Лексингтон, Кентукки) — американская актриса. Наибольшую известность ей принесла роль Шей в сериале «Очевидное» (2014—2019).

## Ранние годы
В подростковом возрасте Лисетт занималась лёгкой атлетикой и выступала в местных барах Огайо как дрэг-квин. Она работала парикмахером и визажисткой, прежде чем начала актёрскую карьеру.

## Карьера
Лисетт дебютировала на телевидении в 2013 году, с гостевой ролью в эпизоде телесериала «Закон и порядок: Специальный корпус». С 2014 по 2019 год она исполняла роль Шей — трансгендерной преподавательницы йоги и подруги Моры Пфефферман в сериале «Очевидное». Джилл Солоуэй, создатель шоу, написала роль специально для Лисетт, которая до этого проходила прослушивание на другую роль. Лисетт также появилась c гостевыми ролями в телесериалах «Блант говорит», «Пьяная история», «Поза», «Миднайт, Техас» и «Дэвид становится мужчиной», а также документальном шоу Кейтлин Дженнер «Я Кейт».
В 2019 году Лисетт дебютировала на большом экране с ролью в комедийной драме Лорин Скафарии «Стриптизёрши». До начала актёрской карьеры она работала стрептизёршей в ночном клубе «Scores», находящемся в центре сюжета фильма.

## Личная жизнь
Лисетт — транс-женщина.

## Фильмография

### Кино
| Год  | Русское название | Оригинальное название              | Роль        | Примечания             |
| ---- | ---------------- | ---------------------------------- | ----------- | ---------------------- |
| 2016 |                  | Coffee House Chronicles: The Movie | Рэйчел      |                        |
| 2017 |                  | Deadbeat                           | жена Райана | Короткометражный фильм |
| 2019 | Стриптизёрши     | Hustlers                           | Трейси      |                        |
| TBA  |                  | Colors of Ava                      |             |                        |

### Телевидение
| Год          | Русское название                    | Оригинальное название             | Роль                                  | Примечания                                |
| ------------ | ----------------------------------- | --------------------------------- | ------------------------------------- | ----------------------------------------- |
| 2013         | Закон и порядок: Специальный корпус | Law & Order: Special Victims Unit | Лила                                  | Эпизод: «Internal Affairs»                |
| 2015         |                                     | The Curse of the Fuentes Women    | Глория                                | Невышедший пилот канала NBC               |
| 2014—2019    | Очевидное                           | Transparent                       | Шей                                   | Повторяющаяся роль, 12 эпизодов           |
| 2015         | Я Кейт                              | I Am Cait                         | она сама                              | 3 эпизода                                 |
| 2015–2016    | Блант говорит                       | Blunt Talk                        | Жизель                                | Повторяющаяся роль, 3 эпизода             |
| 2016, 2019   | Пьяная история                      | Drunk History                     | Сильвия Ривера / Элизабет Иден        | 2 эпизода                                 |
| 2017         | Королевские гонки Ру Пола           | RuPaul's Drag Race                | она сама                              | Эпизод: «Grand Finale»                    |
| 2018 — н. в. |                                     | Pose                              | Тесс                                  | Повторяющаяся роль, 2 эпизода             |
| 2018         | Миднайт, Техас                      | Midnight, Texas                   | Селеста                               | Эпизод: «Drown the Sadness in Chardonnay» |
| 2019         | Дэвид становится мужчиной           | David Makes Man                   | Феми                                  | Эпизод: «Dai Out»                         |
| 2023         | Квантовый скачок                    | Quantum Leap                      | Куратор в группе помощи трансгендерам | Эпизод: "Let Them Play"                   |

### Музыкальные видео
| Год  | Название            | Исполнитель         |
| ---- | ------------------- | ------------------- |
| 2017 | «Don't Pull Away»   | The Shins           |
| 2018 | «Girls Like You»    | Maroon 5 и Карди Би |
| 2018 | «Beat for the Gods» | Лаверна Кокс        |
| 2018 | «SOS»               | Шер                 |
| 2019 | «WTP»               | Тейяна Тейлор       |